# Pw4ü Bay 05
Bei den pfälzischen Pw4ü Bay 05 handelt es sich um Drehgestell-Packwagen nach dem Blatt 087 für die Königlich Bayerischen Staatseisenbahnen, linksrheinisches Netz.

## Beschaffung
Für den Einsatz in Durchgangs-, Schnell- und Eilzügen wurden adäquate Gepäckwagen benötigt. So beschafften alle drei Teilgesellschaften der Pfälzischen Eisenbahnen 1905 und 1907 insgesamt zehn vierachsige Wagen. Diese wurden nach den gleichen Zeichnungen wie die preußischen Gepäckwagen nach Musterblatt II a9 erstellt.

## Verbleib
1920 kamen die Wagen zur Deutschen Reichsbahn. Dort verliert sich der weitere Weg, da die Wagen der ehemaligen Pfälzischen Eisenbahnen nicht gesondert aufgelistet wurden.

## Konstruktive Merkmale

### Untergestell
Der Rahmen der Wagen war komplett aus Profileisen aufgebaut und genietet. Die äußeren Längsträger hatten U-Form mit nach außen gerichteten Flanschen. Die Querträger waren ebenfalls aus U-Profilen und nicht gekröpft. Als Zugeinrichtung hatten die Wagen Schraubenkupplungen nach VDEV. Die Zugstange war durchgehend und mittig gefedert. Als Stoßeinrichtung besaßen die Wagen ursprünglich 2-fach geschlitzte Korbpuffer mit einer Einbaulänge von 650 mm und 400 mm für die Pufferteller. Diese wurde später durch Hülsenpuffer ersetzt. Zur Unterstützung der äußeren Längsträger wurde ein Sprengwerk aus Säulenständern und nachstellbaren Spannstangen eingebaut.

### Laufwerk
Die Wagen hatten aus Bleche und Winkeln genietete Drehgestelle der preußischen Regelbauart mit einem Radstand von 2500 mm. Gelagert waren die Achsen in Gleitachslagern. Die Räder hatten Speichenradkörper. Für den internationalen Einsatz hatten die Wagen neben der Westinghouse-Luftdruckbremse auch Saugluftbremsen des Systems Hardy. Zusätzlich gab es noch eine Handspindelbremse, die auch von der Kanzel des Dienstraums aus bedient werden konnte.

### Wagenkasten
Der Rahmen des Wagenkastens bestand aus einem hölzernen Ständerwerk, welches durch stählerne Zugbänder versteift wurde. Die Wände waren außen mit Blechen und innen mit Holz verkleidet. Die Seiten- und die Stirnwände waren gerade, die Einstiegstüren eingerückt. Der Wagenkasten war in ein Dienstabteil, zwei abgeschlossene Zollabteile mit Seitengang sowie einem großen Gepäckraum mit zwei Hundeboxen unterteilt. Das flache Tonnendach war über dem Dienstraum mit einer aufgesetzten Kanzel versehen, die dem Zugführer als Beobachtungskanzel diente. Die Wagenübergänge an den Stirnseiten waren durch Faltenbälge gesichert. Zum schnellen Be- und Entladen gab es je Seite zwei 1.500 mm breite Schiebetüren, die auf Rollen standen und mit Kopfstangen geführt wurden.

### Ausstattung
Neben einem Dienstabteil mit Zugführerkanzel und Abort gab es zwei große Laderäume für Gepäck und Expressgut. Bei allen Wagen gab es noch insgesamt vier Hundeboxen.
Beleuchtet wurden die Wagen mit Gas- und Gasglühlichtern. Der zur Versorgung dienende Behälter war in Längsrichtung unter dem Wagenkasten angebracht. In den 1930er Jahren erfolgte ein Umbau auf elektrische Beleuchtung. Die Beheizung erfolgte mit Dampf. Zur Belüftung gab es statische Lüfter auf dem Dach.

## Skizzen, Musterblätter, Fotos

Ansicht zu Blatt 087 aus dem WV von 1913

## Wagennummern Personenwagen
Die Daten sind den im Literaturverzeichnis aufgeführten verschiedenen Wagenpark-Verzeichnissen der Pfälzischen Eisenbahnen und der Kgl.Bayer.Staatseisenbahnen – Pfälzisches Netz, sowie den Büchern von Emil Konrad (Reisezugwagen der deutschen Länderbahnen, Band II) und Albert Mühl (Die Pfalzbahn) entnommen.
| Herstelldaten | Herstelldaten | Wagennummern je Epoche Gattungszeichen | Wagennummern je Epoche Gattungszeichen | Wagennummern je Epoche Gattungszeichen | Wagennummern je Epoche Gattungszeichen | Wagennummern je Epoche Gattungszeichen | Wagennummern je Epoche Gattungszeichen | Wagennummern je Epoche Gattungszeichen | Fahrwerk | Fahrwerk   | Fahrwerk                  | Fahrwerk                  | Ausstattung               | Ausstattung               | Ausstattung               | Ausstattung                           | Ausstattung                           | Ausstattung                           | Ausstattung                           | Ausstattung                           | Zusatzinfos     |
| Bau- jahr     | Her- steller  | ab 1896                                | ab 1909 (1907)                         | Rep. (1919)                            | DR (ab 1923)                           | DRG (ab 1930)                          | DRG (n.Umbau)                          | zuletzt stationiert                    | Ausgem.  | Anz. Achs. | Unt. Gest.                | Brem- sen                 | Lenk- achs.               | Bl.                       | Hz.                       | Art u. Anz. Abteile (Sitze je Klasse) | Art u. Anz. Abteile (Sitze je Klasse) | Art u. Anz. Abteile (Sitze je Klasse) | Art u. Anz. Abteile (Sitze je Klasse) | Art u. Anz. Abteile (Sitze je Klasse) | Bemerkung       |
| Blatt-Nr. 087 | Blatt-Nr. 087 |                                        | PPü.                                   |                                        | Pw4ü Bay 05                            | Pw4ü Bay 05                            |                                        |                                        |          |            | (siehe jeweilige Legende) | (siehe jeweilige Legende) | (siehe jeweilige Legende) | (siehe jeweilige Legende) | (siehe jeweilige Legende) | A                                     | D                                     | G                                     | V                                     | Z                                     | Ludwigsbahn     |
| ------------- | ------------- | -------------------------------------- | -------------------------------------- | -------------------------------------- | -------------------------------------- | -------------------------------------- | -------------------------------------- | -------------------------------------- | -------- | ---------- | ------------------------- | ------------------------- | ------------------------- | ------------------------- | ------------------------- | ------------------------------------- | ------------------------------------- | ------------------------------------- | ------------------------------------- | ------------------------------------- | --------------- |
| 1907          | MAN           |                                        | 284                                    |                                        |                                        |                                        |                                        |                                        |          | 4          | HE E                      | Hbr Wsbr;                 |                           | G                         | D                         | 1                                     | 1                                     | 2                                     | 4                                     |                                       |                 |
| 1907          | MAN           | 285                                    |                                        |                                        |                                        |                                        |                                        |                                        |          | 4          | HE E                      | Hbr Wsbr;                 |                           | G                         | D                         | 1                                     | 1                                     | 2                                     | 4                                     |                                       |                 |
| 1907          | MAN           | 286                                    |                                        |                                        |                                        |                                        |                                        |                                        |          | 4          | HE E                      | Hbr Wsbr;                 |                           | G                         | D                         | 1                                     | 1                                     | 2                                     | 4                                     |                                       |                 |
| 1907          | MAN           | 287                                    |                                        |                                        |                                        |                                        |                                        |                                        |          | 4          | HE E                      | Hbr Wsbr;                 |                           | G                         | D                         | 1                                     | 1                                     | 2                                     | 4                                     |                                       |                 |
| 1907          | MAN           | 288                                    |                                        |                                        |                                        |                                        |                                        |                                        |          | 4          | HE E                      | Hbr Wsbr;                 |                           | G                         | D                         | 1                                     | 1                                     | 2                                     | 4                                     |                                       |                 |
| 1907          | MAN           | 289                                    |                                        |                                        |                                        |                                        |                                        |                                        |          | 4          | HE E                      | Hbr Wsbr;                 |                           | G                         | D                         | 1                                     | 1                                     | 2                                     | 4                                     |                                       |                 |
| Blatt-Nr. 087 | Blatt-Nr. 087 |                                        | PPü.                                   |                                        | Pw4ü Bay 05                            | Pw4ü Bay 05                            |                                        |                                        |          |            | (siehe jeweilige Legende) | (siehe jeweilige Legende) | (siehe jeweilige Legende) | (siehe jeweilige Legende) | (siehe jeweilige Legende) | A                                     | D                                     | G                                     | V                                     | Z                                     | Nordbahn        |
| 1905          | MAN           |                                        | 3223                                   |                                        |                                        |                                        |                                        |                                        |          | 4          | HE E                      | Hbr Ssbr                  |                           | G                         | D                         | 1                                     | 1                                     | 2                                     | 4                                     |                                       |                 |
| Blatt-Nr. 087 | Blatt-Nr. 087 |                                        | PPü.                                   |                                        | Pw4ü Bay 05                            | Pw4ü Bay 05                            |                                        |                                        |          |            | (siehe jeweilige Legende) | (siehe jeweilige Legende) | (siehe jeweilige Legende) | (siehe jeweilige Legende) | (siehe jeweilige Legende) | A                                     | D                                     | G                                     | V                                     | Z                                     | Maximiliansbahn |
| 1906          | MAN           |                                        | 5170                                   |                                        |                                        |                                        |                                        |                                        |          | 4          | HE E                      | Hbr Ssbr                  |                           | G                         | D                         | 1                                     | 1                                     | 2                                     | 4                                     |                                       |                 |
| 1906          | MAN           | 5171                                   |                                        |                                        |                                        |                                        |                                        |                                        |          | 4          | HE E                      | Hbr Ssbr                  |                           | G                         | D                         | 1                                     | 1                                     | 2                                     | 4                                     |                                       |                 |
| 1906          | MAN           | 5172                                   |                                        |                                        |                                        |                                        |                                        |                                        |          | 4          | HE E                      | Hbr Ssbr                  |                           | G                         | D                         | 1                                     | 1                                     | 2                                     | 4                                     |                                       |                 |